# Álvaro Benito
Álvaro Benito Villar (Salamanca, 1976. december 10. –) spanyol labdarúgó, edző, a Pignoise nevű rockegyüttes vokalisája, gitárosa.

## Pályafutása

### Klubcsapatokban
A Salamanca városában Kasztília és León területén született Benito fiatal korában végigjárta a Real Madrid korosztályos csapatait. Tizennyolc évesen a C csapat, majd egy évvel később a másodosztályú tartalékcsapat, a Real Madrid Castilla játékosa volt. 
Az 1996–1997-es spanyol bajnokságban hétszer lépett pályára a bajnoki címet szerző Rea Madridban.  1996 novemberében súlyos térdsérülést szenvedett, amely pályafutása kiteljesedésében is akadályozta. 1998-ban Pittsburghben, az Amerikai Egyesült Államokban négy hónap alatt három műtéten esett át; majd egy autóbaleset miatt tovább romlott térdének állapota.
Az 1997–1998-as szezonban a Tenerifében szerepelt kölcsönben, majd a Castillában és a Getafében játszott,  de egészségi állapota miatt csak kevés mérkőzésen jutott szerephez. 2003-ban hagyott fel az aktív futballal. 
2015 és 2019 között a Real Madrid ifjúsági csapatának edzője volt. 2019 februárjában menesztették, miután negatív kritikával illette a klub első csapatának több játékosát.

### A válogatottban
Többszörös utánpótlás válogatott. 1992-ben tagja volt az akkor még az U16-os korosztálynak kiírt Európa-bajnokságon ezüstérmes csapatnak. 1996. november 12-én az U21-es válogatottban is pályára lépett, de sérülései miatt a felnőtt válogatottba nem kapott meghívót.

## Zenészi karrierje
Rehabilitációja alatt gitározott és zenéket írt, majd megalapította a Pignoise nevű rockegyüttest amelynek rajta kívül tagja a szintén volt profi labdarúgó, Héctor Polo.

## Sikerei, díjai

### Klubcsapattal
Real Madrid
- Spanyol bajnok: 1996–97

### A válogatottal
Spanyolország U16
- U16-os Európa-bajnokság döntős: 1992